# War Memorial Stadium (Arkansas)
Pour les articles homonymes, voir War Memorial Stadium.
Le War Memorial Stadium est un stade de football américain à Little Rock dans l'Arkansas, soit à plus de 300 km du campus de l'Université de l'Arkansas. 
Cette enceinte qui offre une capacité de 53 727 places est utilisée par les Arkansas Razorbacks, pour quelques matchs par saison seulement, le premier stade de l'université est Donald W. Reynolds Razorback Stadium.